# Juan Fernández de Limia (adelantado mayor de Andalucía)
Juan Fernández de Limia (m. siglo XIII - post. octubre de 1293), fue un ricohombre de Galicia, adelantado mayor de Andalucía y pertiguero mayor de Santiago.

## Biografía
Era hijo de Fernando Eanes de Limia "Baticela" y de Teresa Anes, hija de Juan Pérez de Maia. En 1266 se lo ve a él y  otros nobles confirmando un privilegio real, por lo que por esas fechas ya habría de ser reconocido como cabeza de la familia Limia.
En 1282 se sumó al bando rebelde encabezado por Sancho IV, hijo del monarca Alfonso X, a quien el primero le quería arrebatar el trono. En esas circunstancias, Juan participó en el socorro a Mérida, atacada por los fieles al rey legítimo.
Situado de manera privilegiada en la corte de Sancho IV, este le concedió en 1284 el cargo de adelantado mayor de Andalucía, que ejercería hasta mediados de 1287. En su primer año de gobierno, se le ordenó proteger el cobro de derechos aduaneros y del diezmo por la iglesia de Sevilla, y en el último, velar por los privilegios concejiles.
Estuvo entre quienes eran favorables a dar batalla contra las tropas benimerines que cercaban Jerez de la Frontera (1285). En 1286 arrendó las rentas de la región andaluza junto a quien sería su sucesor en el adelantamiento, Diego López de Haro.
En 1289, el rey le ordenó a él y a otros aristócratas aconsejar a Alfonso de Molina en la dirección de la guerra contra Aragón y Alfonso de la Cerda, aspirante al trono castellano.
Entre 1291 y 1293 fue pertiguero mayor de Santiago, y falleció pocos meses después de octubre de  ese último año.